# 友部謙一
友部 謙一（ともべ けんいち、1960年 - ）は日本の経済学者。専門は日本経済史、数量経済史、歴史人口学。慶應義塾大学教授、大阪大学教授、一橋大学教授を歴任。大阪大学名誉教授、一橋大学名誉教授。現在、一橋大学特任教授。

## 来歴・最終学位
- 1984年3月 芝学園をへて慶應義塾大学経済学部卒業
- 1986年3月 慶應義塾大学大学院経済学研究科修士課程修了
- 1989年 慶應義塾大学大学院経済学研究科博士課程単位取得退学
- 1990年4月～徳山大学経済学部 専任講師、助教授（1997年3月まで）
- 1995年4月～一橋大学経済研究所客員助教授（1996年3月まで）
- 1997年4月～慶應義塾大学経済学部 助教授、教授（2007年3月まで）
- 2006年1月 大阪大学より博士（経済学）の学位を取得（学位論文『前工業化期日本農村における小農家族経済と市場経済：経済学と人類学的思考の接点から』）Doctor of Philosophy (Ph.D) in Economics, the Osaka University
- 2007年4月～2017年3月 大阪大学大学院経済学研究科教授
- 2017年4月～2024年 一橋大学大学院経済学研究科教授[1]
- 2024年　一橋大学名誉教授[1]

## 編著書
- 『歴史人口学のフロンティア』 速水融、鬼頭宏、友部謙一編著（東洋経済新報社、2001年11月）
- 『前工業化期日本の農家経済：主体均衡と市場経済』 友部謙一著（有斐閣、2007年3月）
- 『生命というリスク』 川越修、友部謙一編著（法政大学出版局、2008年5月)
- 『ワークショップ社会経済史：現代人のための歴史ナビゲーション』川越修・脇村孝平・友部謙一・花島誠人著（ナカニシヤ出版、2010年9月）
- 『市場経済の世界史：見えざる手をこえて』 加藤博、大月康弘、田口英明、友部謙一共訳（名古屋大学出版会、2024年7月）

## 受賞等
- 第50回日経・経済図書文化賞：『前工業化期日本の農家経済：主体均衡と市場経済』 友部謙一著（有斐閣、2007年）
- Best Paper,"Reki-Show Authoring Tools: Risk, Space and History "(with Hirayama,T. & Hanashima,M.), The 2nd International Conference on Politics and Information Systems, Technologies and Applications,Florida,2004.
- ,2001年度ベスト・オブ・経済書（週刊ダイヤモンド）:『歴史人口学のフロンティア』 速水融、鬼頭宏、友部謙一編著（東洋経済新報社、2001年11月）

## 学会活動
- Open access article: Annals of GIS; Urbanization, industrialization, and mortality in modern Japan: a spatio-temporal perspective.(with Makoto Hanashima)
- Open access article: Japan Spotlight; A Brief History of Markets, Households & Infectious Diseases in Japan.
- Open access article: Sociology Study; How Infant Mortality Was Reduced in the Early Twentieth Century in Osaka.(with Emiko Higami)
- Open access abstract: Changes in Female Height and Age of Menarche in Modern Japan, 1870s-1980s: Reconsideration of Living Standards During the Interwar Period.
- Open access article: Mining Pollution and Infant Health in Modern Japan: From Village/Town Statistics of Infant Mortality (with Keisuke Moriya)
- 友部謙一「近世・近代日本の花柳病(梅毒)・死流産・出生力の因果関係をめぐって : 慶應義塾、その可能性の中心に」『近代日本研究』第34巻、慶應義塾福沢研究センター、2017年、1-38頁、hdl:10086/78472、ISSN 0911-4181、NAID 120006452519。
- 日本学術会議連携会員
- 社会経済史学会理事、編集委員
- 日本人口学会
- 日本農業経済学会
- ,APEBH 2010 Asia-Pacific Economic and Business History Conference
- Cliometric Society
- ,International Congress of Historical Sciences
- ,Social Science History Association
- "Anthropometrics and rural industrialization in modern Japan based on individual data: the effect of taking protein by engaging in sericulture and carp-breeding on heights of school boys/girls", Keisuke Moriya & kenichi Tomobe, Hitotsubashi University, for the 2020 SSHA meeting in Washington November 19-22.
- ,European Social Science History Association
- Mining Pollution and Infant Health in Modern Japan: from Village/town Statistics of Infant Mortality', Keisuke Moriya, Hitotsubashi University; Kenichi Tomobe, Hitotsubashi University; Emiko Higami, Independent Scholar.
- Time: TBC
- ,XXVIIth World Economic History Congress
- ,The Association for Asian Studies Conferences

## 研究プロジェクト
- 「凶作とその前後の農家における乳児死亡・市場経済・生活水準：２０世紀初頭の東北日本」Bad harvest and peasant household economy: infant mortality, market economy and standard of living（日本学術振興会JSPS 科学研究費補助金 基盤研究、2024年度-2027年度、研究代表友部謙一、一橋大学）
- 「近代日本の都市化・産業化と子どもの健康変化：おもに乳幼児死亡と学童の身体成長から」The effects of urbanization and industrialization on child health in modern Japan: from infant and child mortality and height growth of school children（日本学術振興会JSPS 科学研究費補助金 基盤研究、2020年度-2023年度、研究代表友部謙一、一橋大学）
- 「近代日本農村の学童の身体体格成長とその社会経済史的要因分析」（日本学術振興会JSPS 科学研究費補助金 基盤研究、2016年度-2019年度、研究代表友部謙一、一橋大学）
- 「人口・身体・経済発展の比較社会科学：近代日本と中国」（国立大学法人大阪大学、国際共同研究プロジェクト採択、2015年度-2017年度、研究代表者友部謙一、大阪大学大学院経済学研究科）
- 「歴史のなかの生活環境・乳児死亡・疾病構造：近代日本の経験」（日本学術振興会JSPS 科学研究費補助金 基盤研究、2012年度-2015年度、研究代表友部謙一、大阪大学）
- 「工業化・都市化のなかの乳幼児死亡と妊産婦：近代日本の農村と都市の比較」（日本学術振興会JSPS 科学研究費補助金 基盤研究、2008年度-2011年度、研究代表友部謙一、大阪大学）
- Research Unit for Statistical and Empirical Analysis in Social Sciences 「日本の医療と健康：府県別長期統計の作成と分析」公募研究代表（文部科学省グローバルCOEプログラム「社会科学の高度統計・実証分析拠点構築」、2008年度-2011年度、研究代表深尾京司、一橋大学経済研究所）
- 「イニシアティブ1：環境・技術・制度の長期ダイナミクス」（文部科学省「生存基盤持続型の発展を目指す地域研究拠点」京都大学GCOE、2008年度-2011年度、研究リーダー 藤田幸一、京都大学東南アジア研究所）
- Research Project on Regional Inequality in France and Japan（CHORUS research program, French Ministry of Higher Education and Research and JSPS,2005-2008, Leader Kyoji Fukao, Hitotsubashi University）
- 『暦象オーサリングツールによる危機管理研究』（文部科学省学術創成研究、2002年度-2007年度、研究代表友部謙一、慶應義塾大学）本プロジェクトの総合（事後）評価は、日本学術振興会 科学研究費補助金 学術創成研究 平成19年度事後評価を参照。